# Kees Verkerk
Cornelis Arie "Kees" Verkerk, född 28 oktober 1942, är en nederländsk före detta skridskoåkare.
Verkerk blev olympisk guldmedaljör på 1 500 meter vid vinterspelen 1968 i Grenoble.